# Eduard Valentí i Fiol
Eduard Valentí i Fiol (Pals (Baix Empordà) 19 de gener de 1910 - Barcelona, 28 de febrer de 1971) va ser un filòleg clàssic, humanista, escriptor, docent i traductor català.

## Biografia
Llicenciat en filologia clàssica, havia estat deixeble de Carles Riba i de Joaquim Balcells i Pinto i va ser professor de llatí la Universitat Autònoma de Barcelona (1934-39).
Després de la Guerra Civil va ser enviat a Ferrol, Santiago de Compostel·la i Reus, i no va ser fins al 1961 que va aconseguir tornar com a catedràtic Barcelona, treballant a la Universitat de Barcelona (1964-66) i a la nova Universitat Autònoma de Barcelona a Sant Cugat del Vallès.
La seva obra més coneguda és Gramática de la lengua latina. Morfología y nociones de sintaxis, llibre que encara actualment és usat per estudiants i gramàtics llatins. Va ser membre numerari de la Secció Filològica de l'Institut d'Estudis Catalans des de 1968.
Va traduir textos grecs i llatins de Ciceró, César, Lucreci, Sèneca i altres, i va fer estudis sobre literatura catalana contemporània, dedicats, entre d'altres, a Joan Maragall i al moviment modernista.
Casat amb Roser Petit i Montserrat, bibliotecària i germana del filòleg Joan Petit, tingueren dues filles: Helena, escriptora i traductora, Roser i Montserrat.

## Obres[1]

### Obres pròpies
- Gènesi del Cant Espiritual de Maragall (1961)
- Els clàssics i la literatura catalana moderna (1973)
- El primer modernismo catalán y sus fundamentos ideológicos (tesi doctoral) (1973)

### Traduccions
- Volums III al V de les Fontes Hispaniae Antiquae (1935-40)
- Deures de Ciceró (1938-46)
- Tusculanes de Ciceró (1948-50)